# حسینیه آصفی

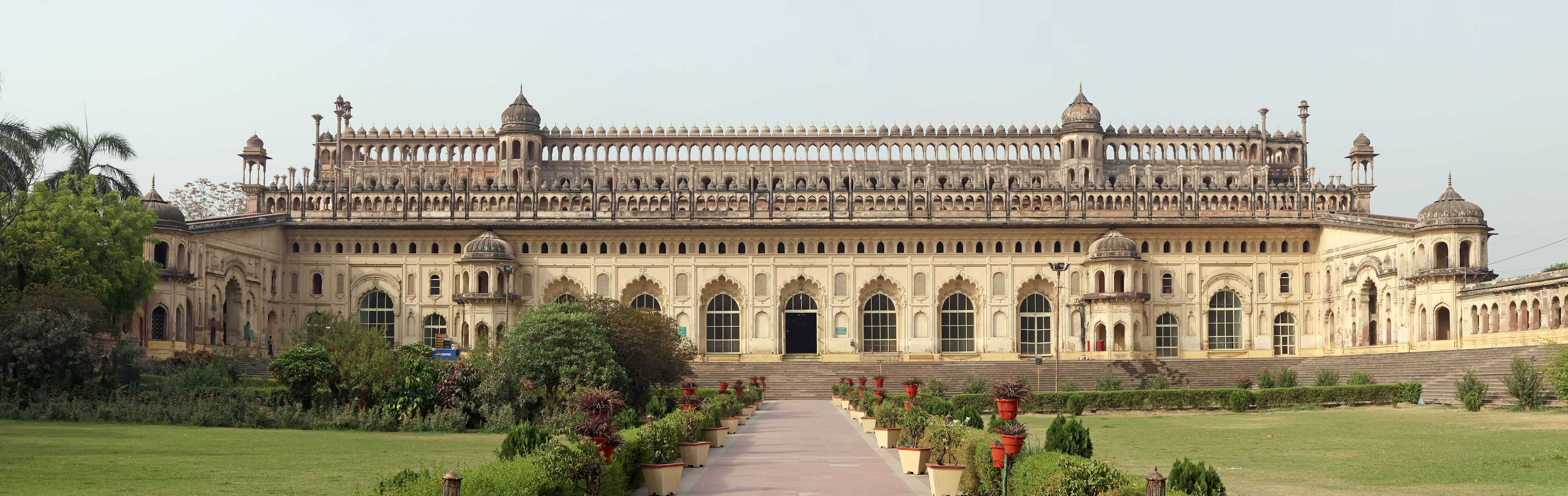
نمایی از ورودی حسینیه آصفی

حسینیهٔ آصفی (اردو: آصفی امامباڑا) یا حسینیهٔ بزرگ (اردو: بڑا امامباڑا، هندی: बड़ा इमामबाड़ा) حسینیه ای بزرگ در لکهنو پایتخت ایالت اوتارپرادش در هند است که توسط آصف الدوله یکی از نواب اود در ۱۷۸۴ ساخته شده. حسینیه آصفی یکی از بزرگ‌ترین بناهای شهر لکهنو و بزرگ‌ترین حسینیه جهان می‌باشد.

## ترکیب بنا
مجموعه حسینیه همچنین شامل یک مسجد، یک هزارتو و یک سردابه نیز می‌شود. دو دروازه با ابهت نیز دارد که افراد را به سمت تالار اصلی هدایت می‌کنند.

### مسجد آصفی

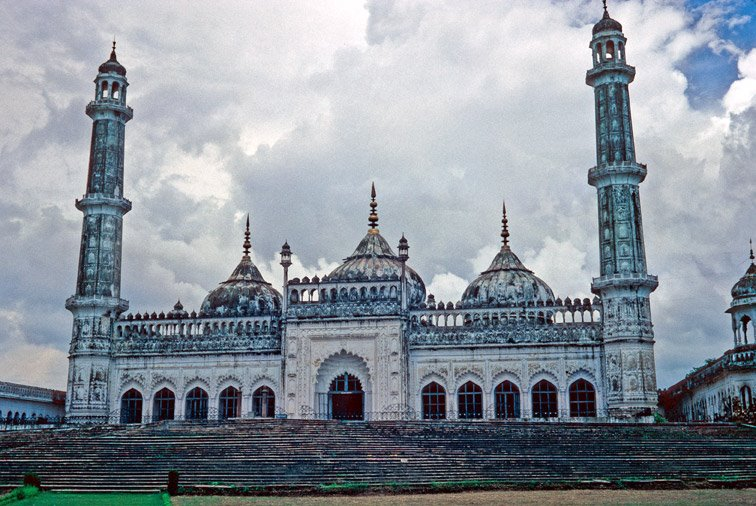
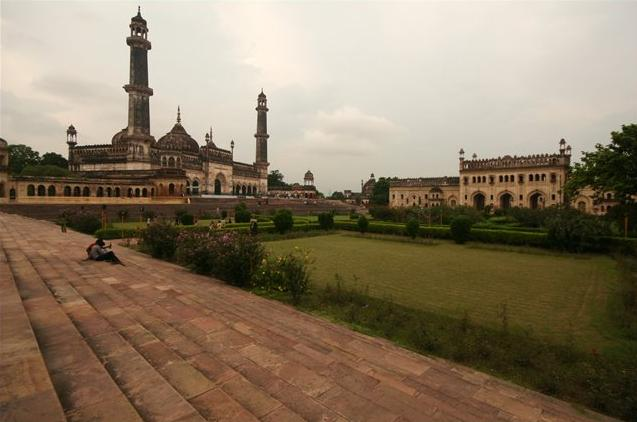
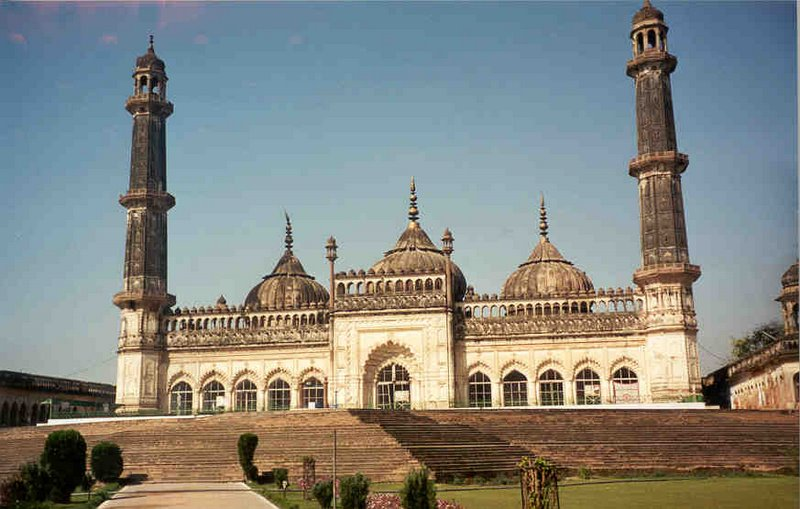
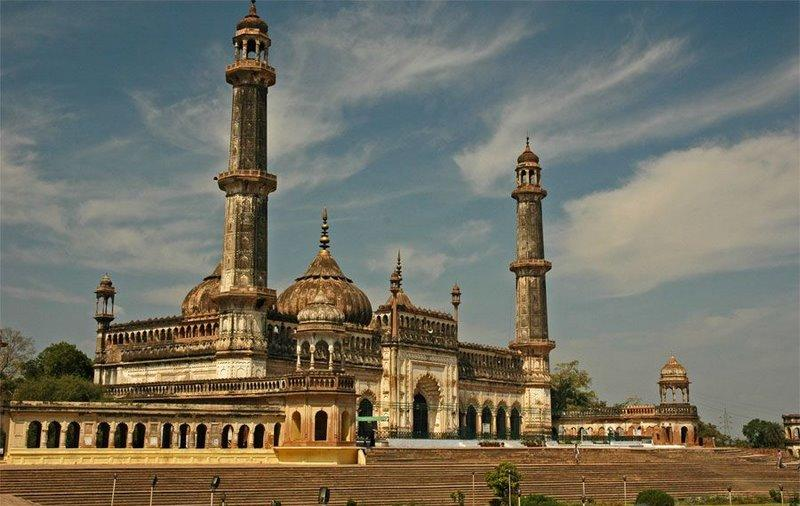

### دروازه

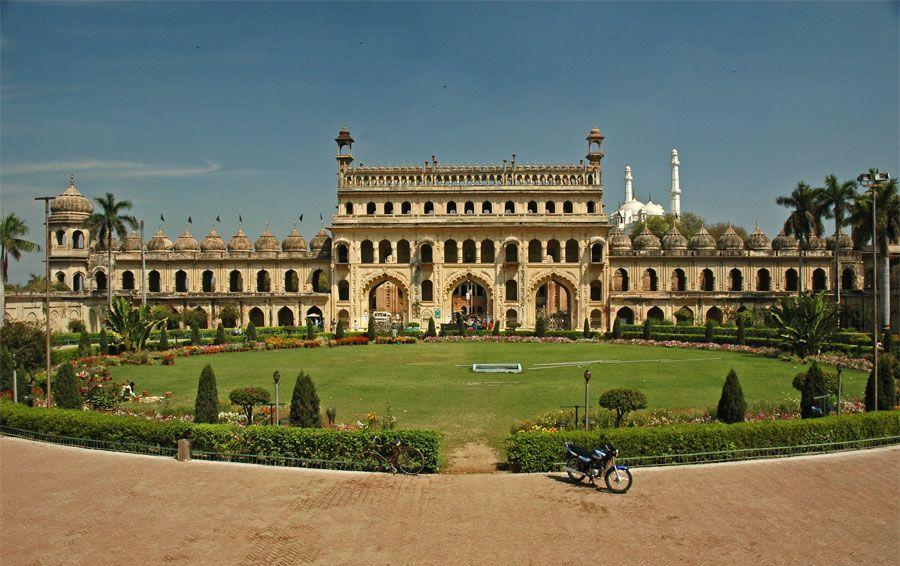
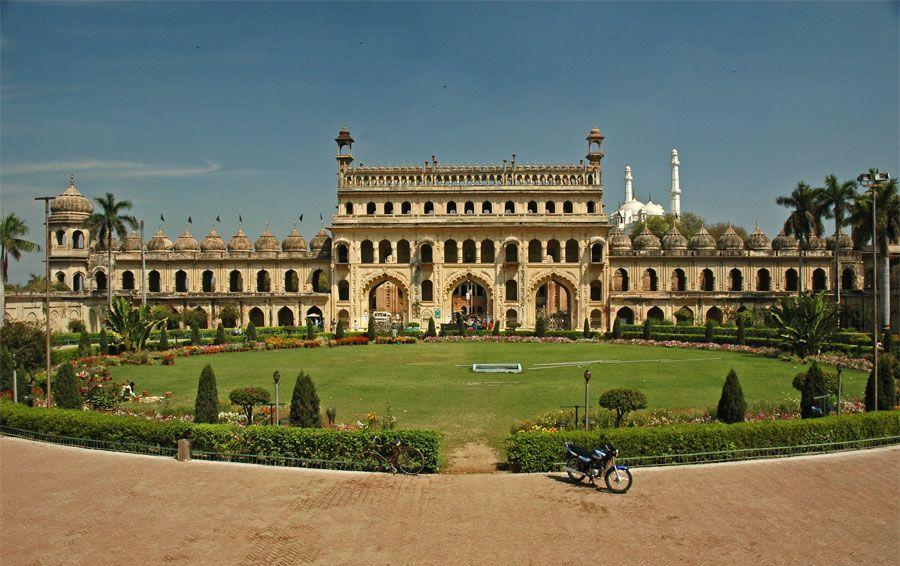
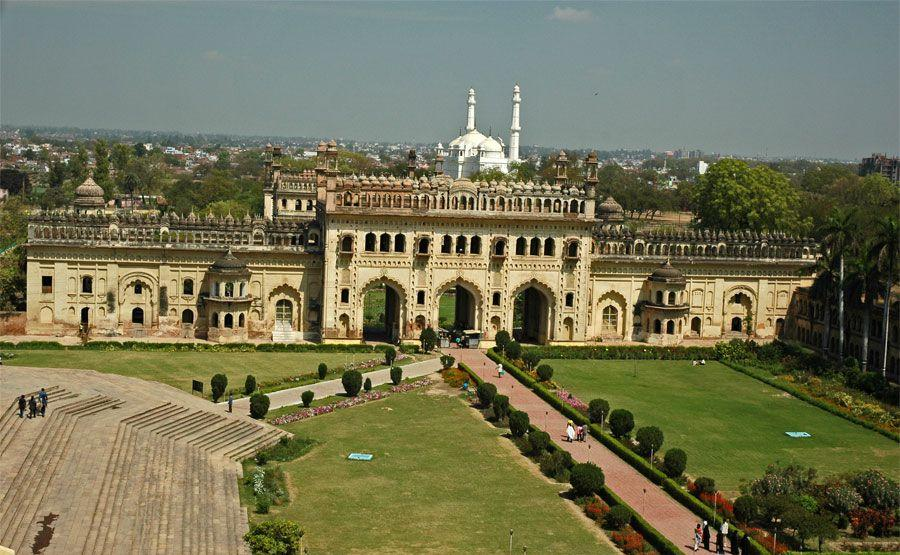
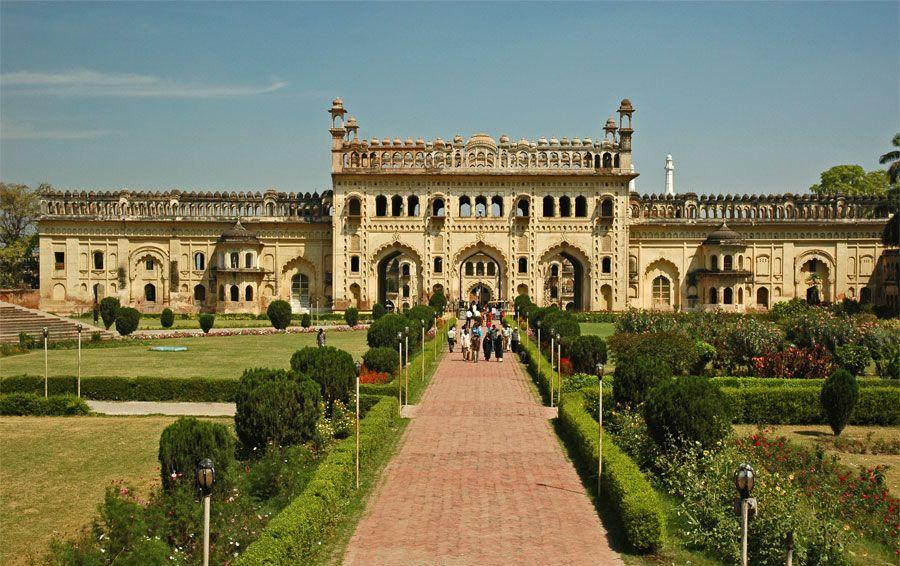
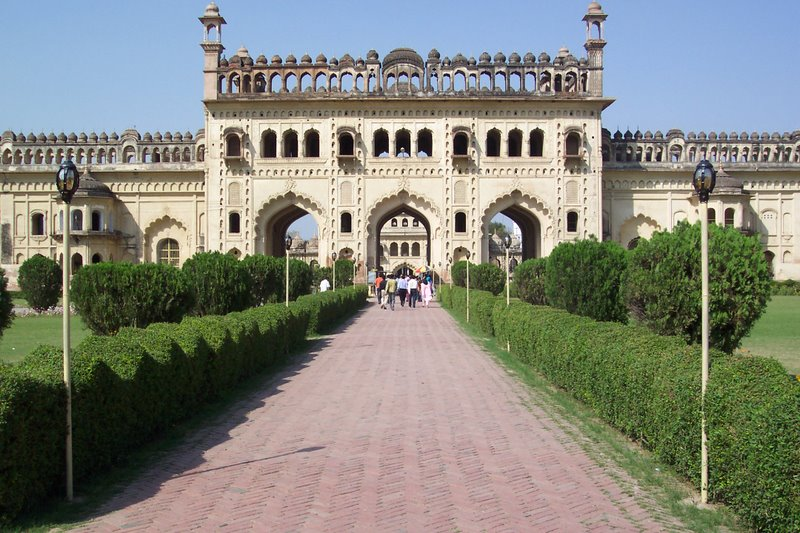
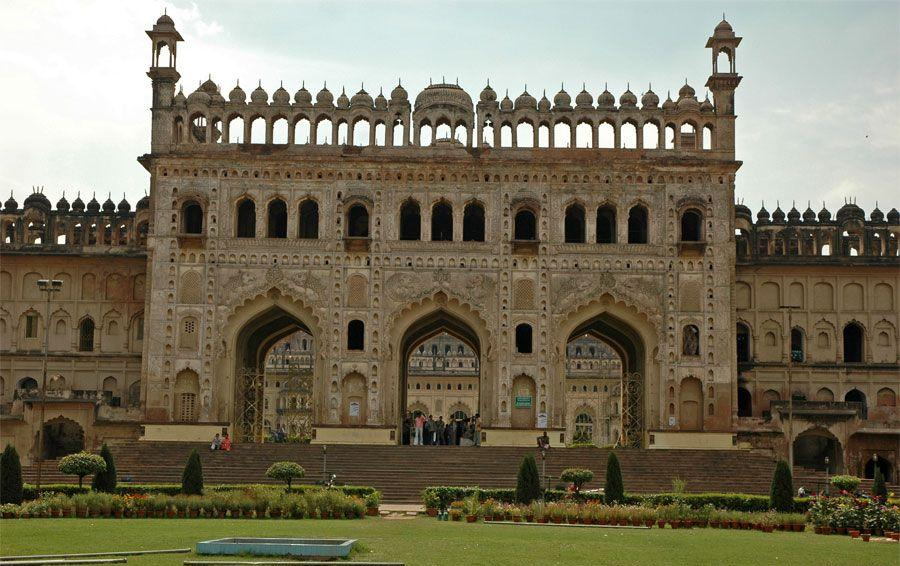

### گنبدخانه و تالار ورودی

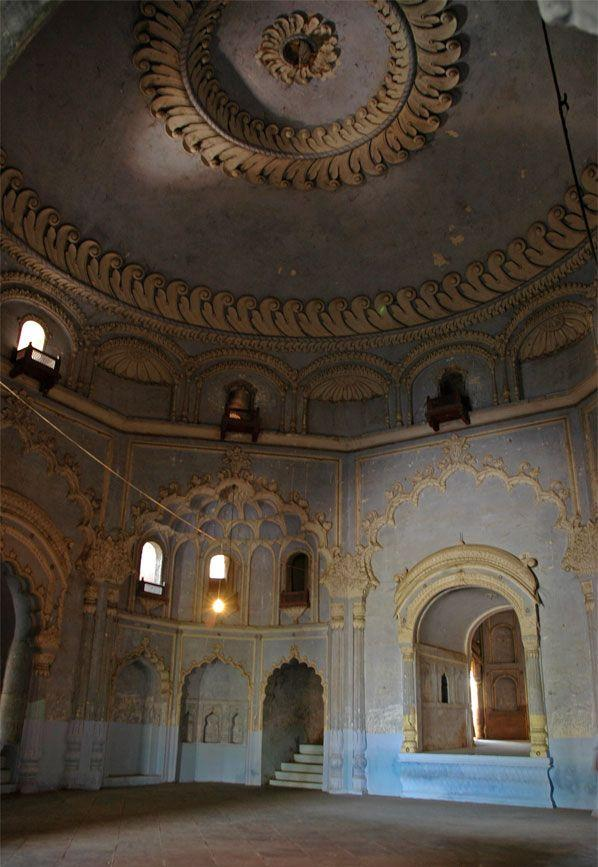
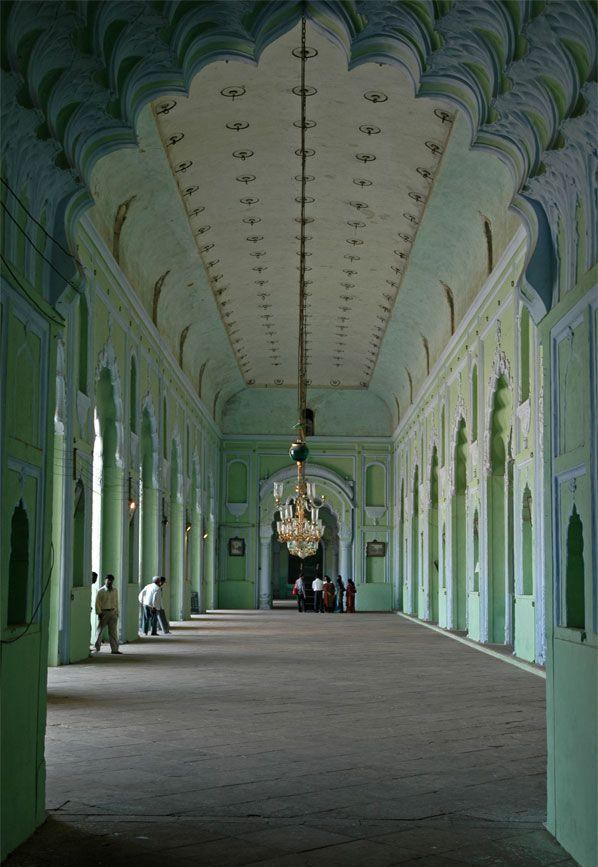
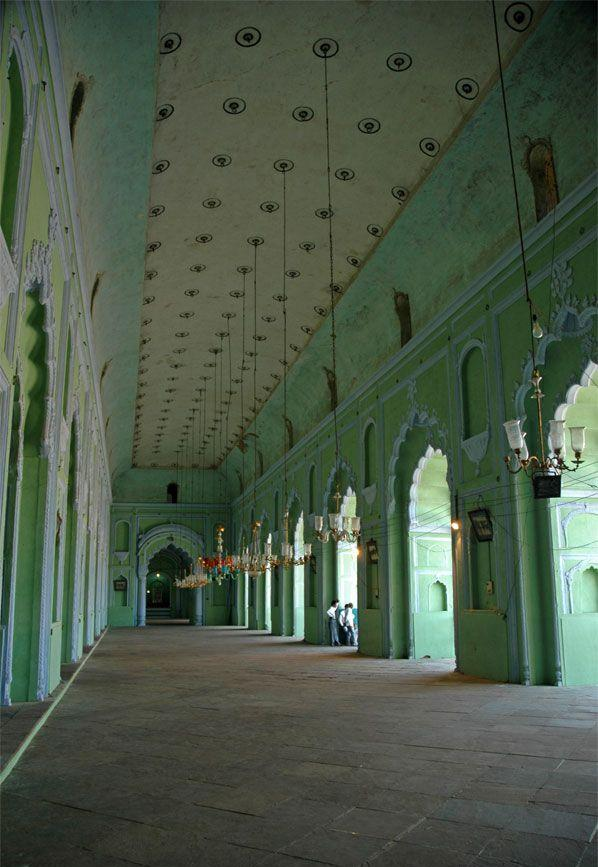
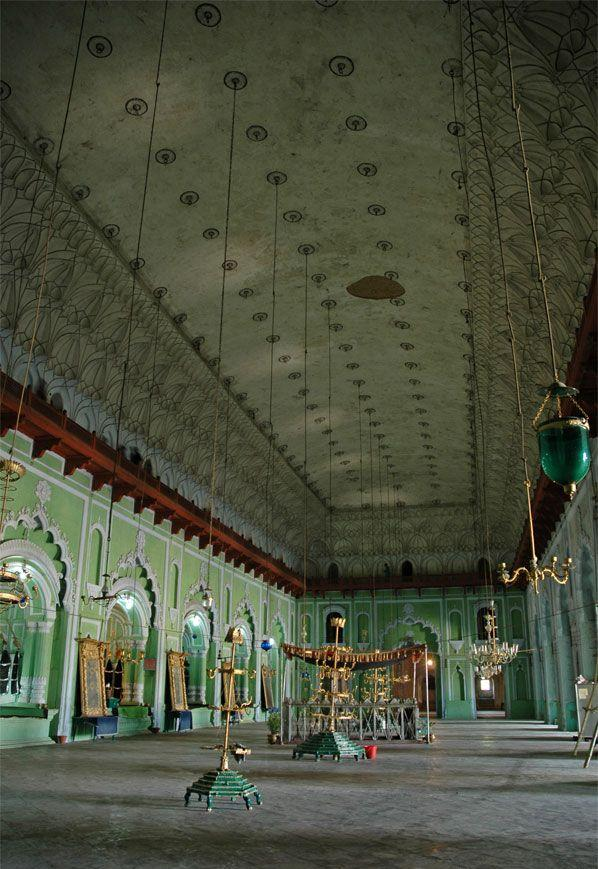
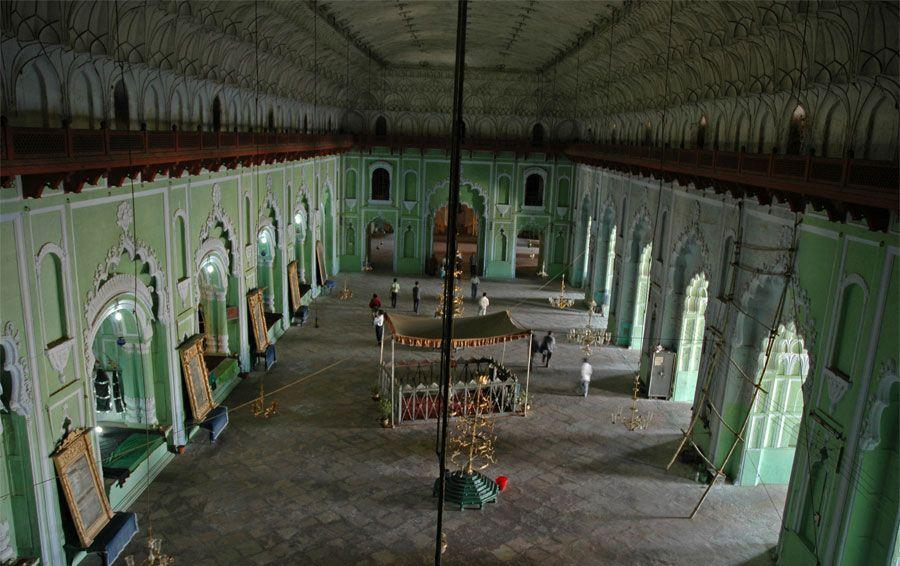
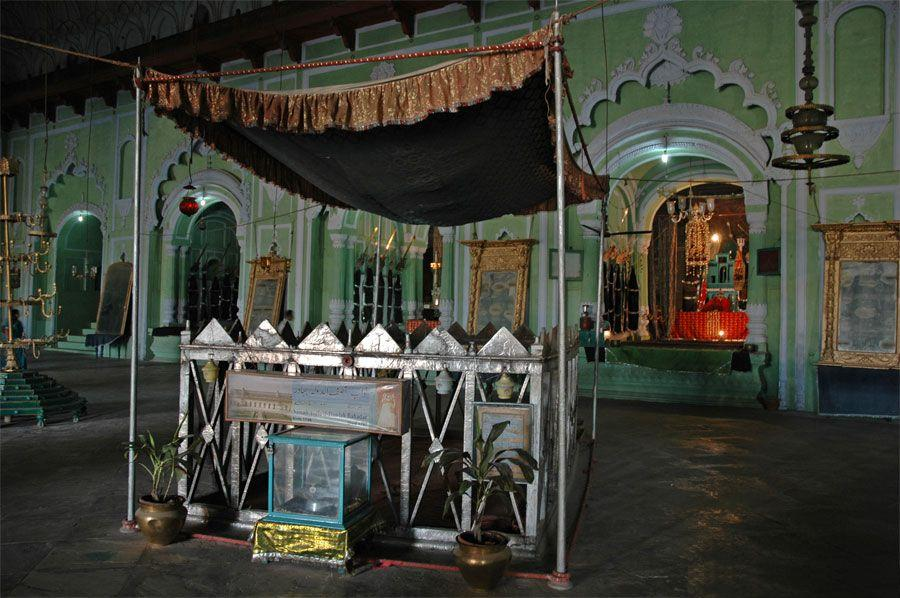

### راهروها

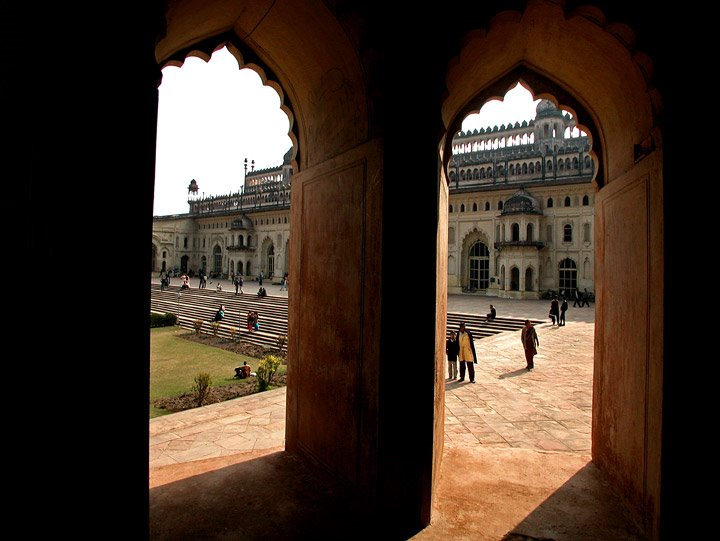
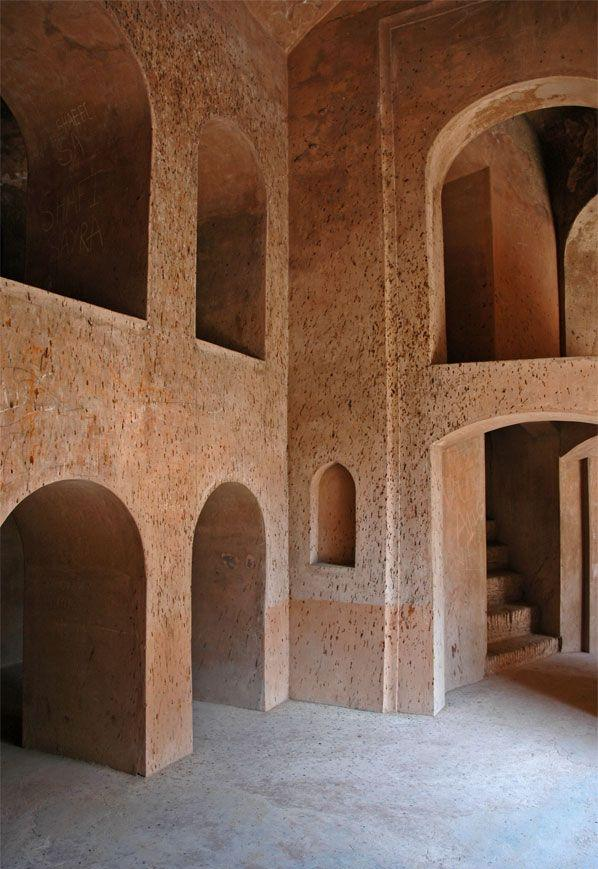
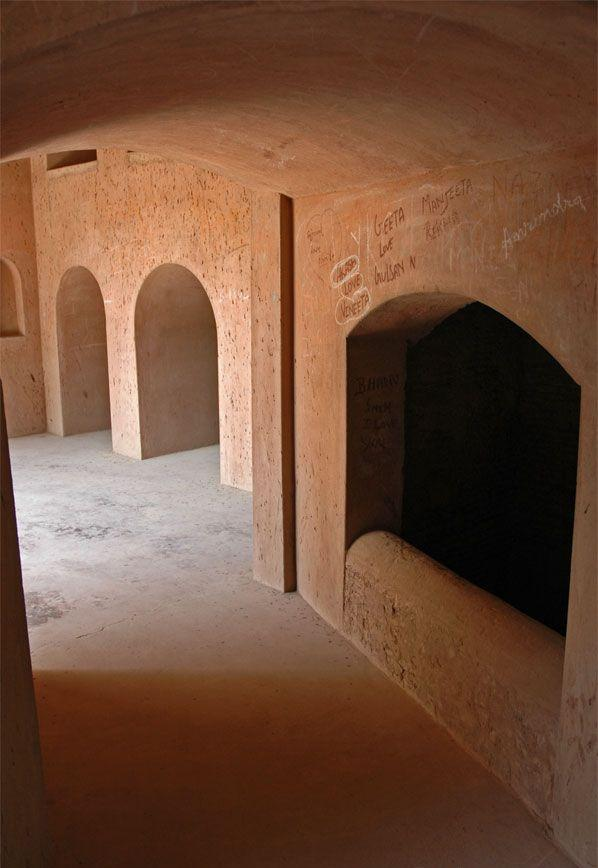
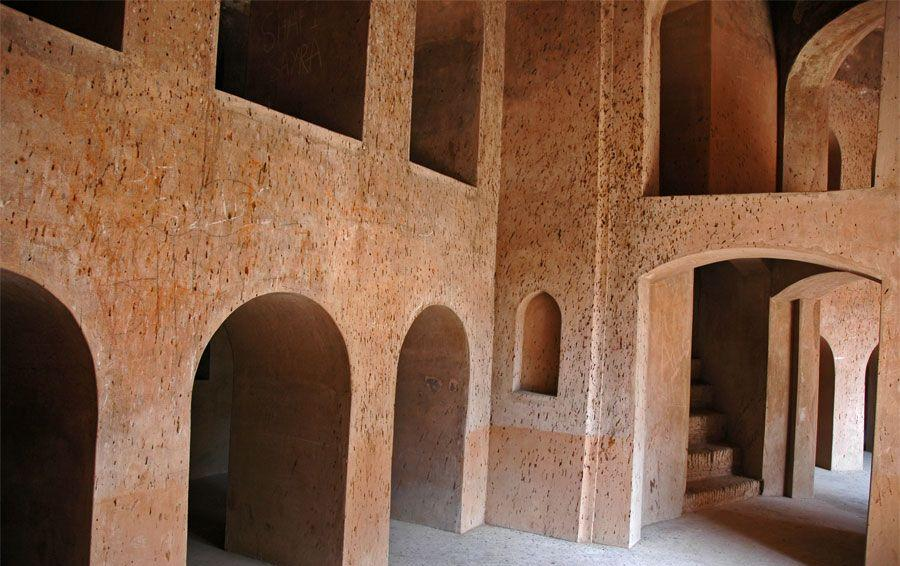
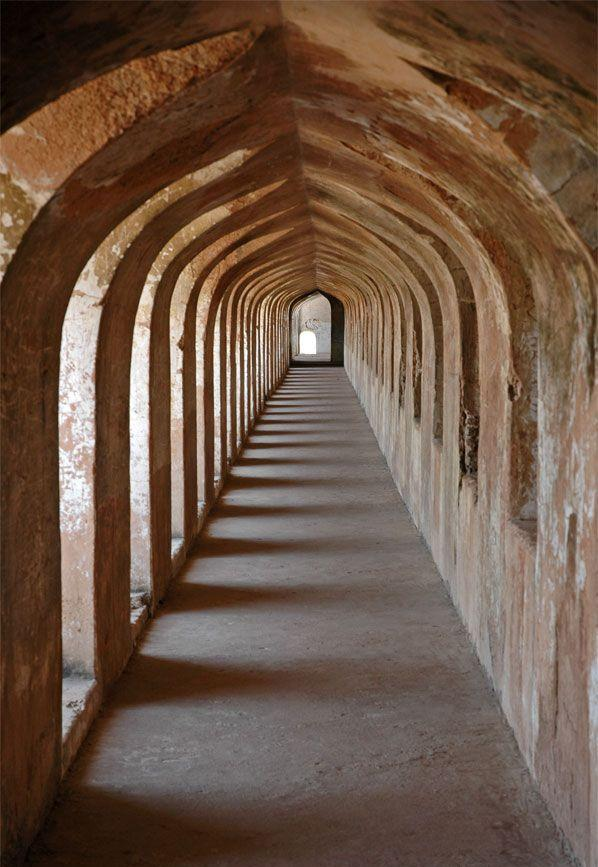
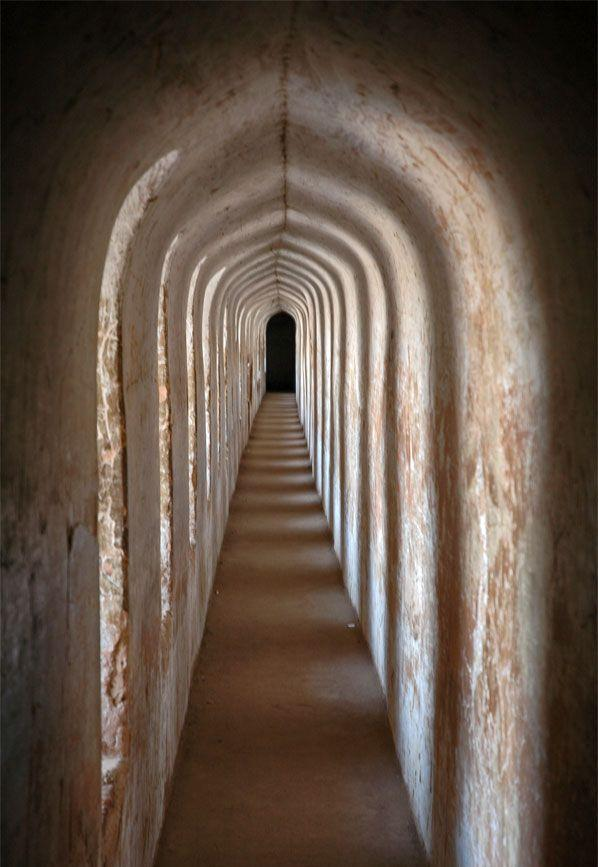

### سرداب

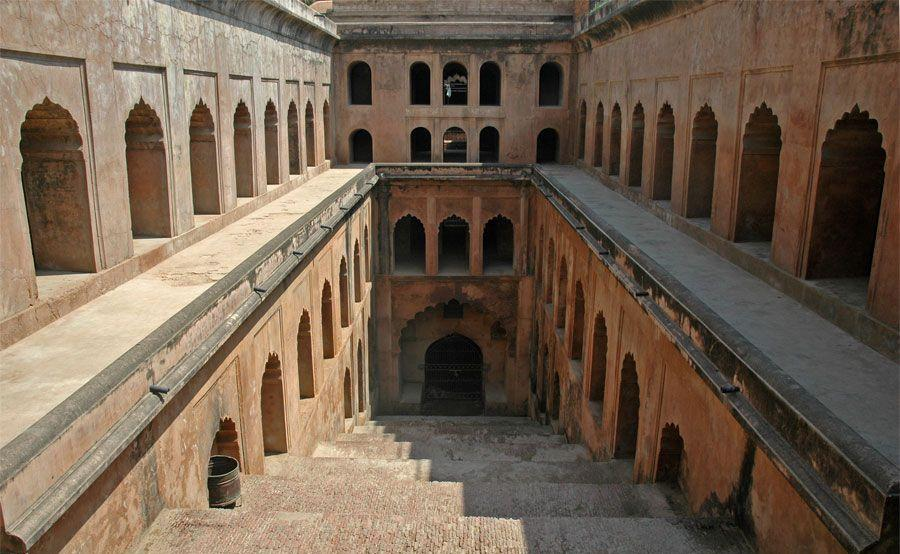
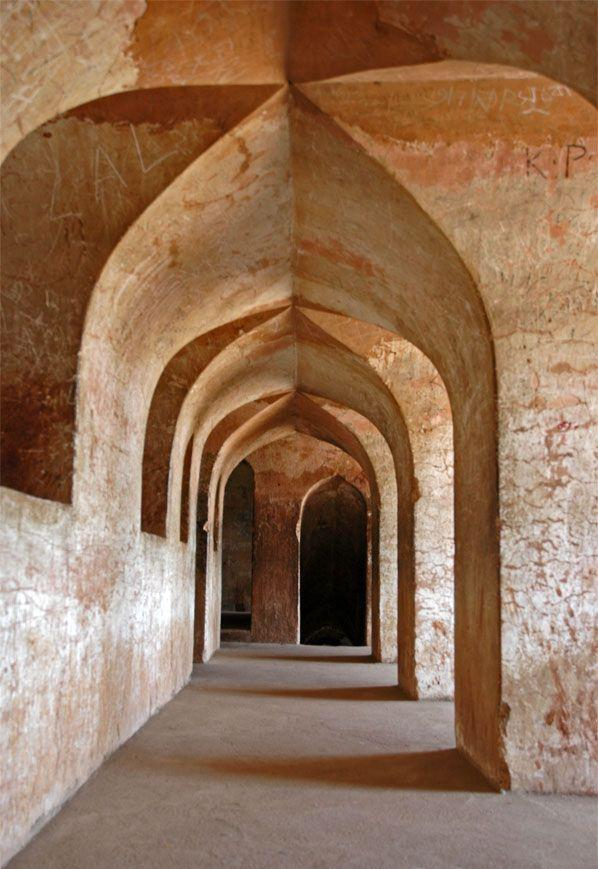
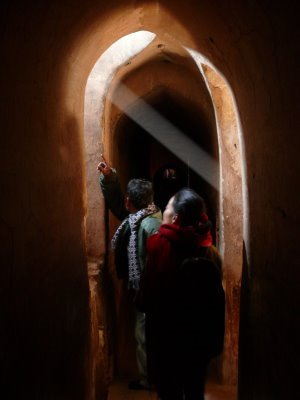